# Castello d’Argile
Castello d’Argile (emilián nyelven Castèl d Èrżen) település Olaszországban, Emilia-Romagna régióban, Bologna megyében. Lakosainak száma 6641 fő (2023. január 1.). Castello d’Argile Argelato, Cento, Pieve di Cento, Sala Bolognese, San Giorgio di Piano, San Giovanni in Persiceto és San Pietro in Casale községekkel határos.

## Népesség
A település lakossága az elmúlt években az alábbi módon változott:
| Lakosok száma | 6552 | 6583 | 6641 |
|               | 2017 | 2018 | 2023 |